# Der Tote am Teich
Der Tote am Teich ist ein österreichischer Fernsehfilm aus der Landkrimi-Filmreihe aus dem Jahr 2015 von Nikolaus Leytner mit Josef Hader, Maria Hofstätter und Miriam Fussenegger in den Hauptrollen.

## Handlung
Böhmerwald, Oberösterreich mitten im Winter. Der pensionierte Polizist Sepp Ahorner macht einen morgendlichen Rundgang, um seine Wildtierkameras zu überprüfen. Dabei entdeckt er auf dem zugefrorenen Dorfteich eine Leiche. Der Tote ist Jakob Prantner aus Linz, der bei Sepps Cousine Geli Pfoser seinen Urlaub verbracht hat. Eine alte Bekannte von Sepp, die Kommissarin Grete Öller von der Kripo Linz, und ihre junge Kollegin Lisa Nemeth übernehmen den Fall.
Da die Dorfbewohner gegenüber den beiden Kommissarinnen wenig mitteilsam sind, sind diese immer wieder auf die Ermittlungen Sepps angewiesen. Der erste Verdacht fällt auf Herbert Mayer. Dieser hatte seine Frau Miriam am Vorabend des Mordes mit Prantner im Kuhstall erwischt. Die Obduktion ergibt dann aber, dass das Opfer nicht nur mit einem Eisstock erschlagen, sondern zuvor mit der Bohne des Wunderbaums vergiftet worden war. Am Ende stellt sich heraus, dass zwei Cousinen Sepps für den Tod Prantners verantwortlich waren.